# أوليا بولياكوفا
أوليا يوريفنا بولياكوفا (بالأوكرانية: Ольга Юріївна Полякова)‏ من مواليد 17 يناير 1969  هي مغنية أوكرانية ومقدمة برامج تلفزيونية وممثلة كوميدية معروفة باسم شقراء فائقة. بدأت حياتها المهنية الغنائية بالسن 15 بمطعم باخوس في شارع كييفسكا، فينيتسا. وهي متزوجة من فاديم الذي يكبرها 15 عامًا ولديهما ابنتان ماريا (مواليد 2005) وأليس (مواليد 2011).